# Chelonus pectinophorae
Chelonus pectinophorae är en stekelart som beskrevs av Joseph Augustine Cushman 1931. Chelonus pectinophorae ingår i släktet Chelonus och familjen bracksteklar. Inga underarter finns listade i Catalogue of Life.